# Marija Mihajlovna Sztyepanova
Marija Mihajlovna Sztyepanova, orosz nyelven: Мария Михайловна Степанова (Moszkva, 1972. június 9.) kortárs orosz költő, esszéista.
Németre fordított verseinek kötetével 2023-ban elnyerte a Lipcsei Könyvdíj az Európai Megértésért irodalmi díjat. Jelenleg (2022. december) Berlinben él.

## Életpályája
Moszkvában a Makszim Gorkij Irodalmi Intézetben szerzett diplomát 1995-ben. Költeményeit többek között a Znamja, a Zerkalo, a Novoje lityeraturnoje obozrenyije, a Krityicseszkaja massza című folyóirat és több almanach közölte. Tíznél több verseskötete jelent meg.
2007-től 2012-ig főszerkesztője volt az OpenSpace.ru internetes kulturális folyóiratnak, majd az azt felváltó Colta.ru-nak. Mindkét lapnál férje, Gleb Alekszejevics Morev újságíró, irodalomtörténész is közreműködött mint vezető szerkesztő. 2010 őszén másfél hónapig az Ioszif Brodszkíj Emlékezete Alapítvány ösztöndíjasa volt Rómában és Velencében.
Verseit számos európai nyelvre lefordították, köteteivel több orosz és külföldi díjat nyert. 2017-ben az orosz költészetet angol nyelven ismertető Compass Award projekt mutatta be mint „korunk egyik legmarkánsabb és politikailag legelkötelezettebb orosz költőnőjé”-t, akinek addig már több mint tíz verseskötete jelent meg.
2017-ben jelent meg első prózakötete, a Памяти памяти (Pamjatyi pamjatyi), mely két orosz irodalmi díjat is elnyert 2018-ban (NOSZ-díj és Nagy Könyv díj). Ugyanennek a kötetnek angol fordítását 2021-ben beválogatták a Nemzetközi Booker-díj szűkített listájába (shortlist): In Memory of Memory, angolra fordította Sasha Dugdale. A francia fordítás (En mémoire de la mémoire) 2022-ben A legjobb külföldi könyv díját (Prix du Meilleur livre étranger) kapta az esszé kategóriában.

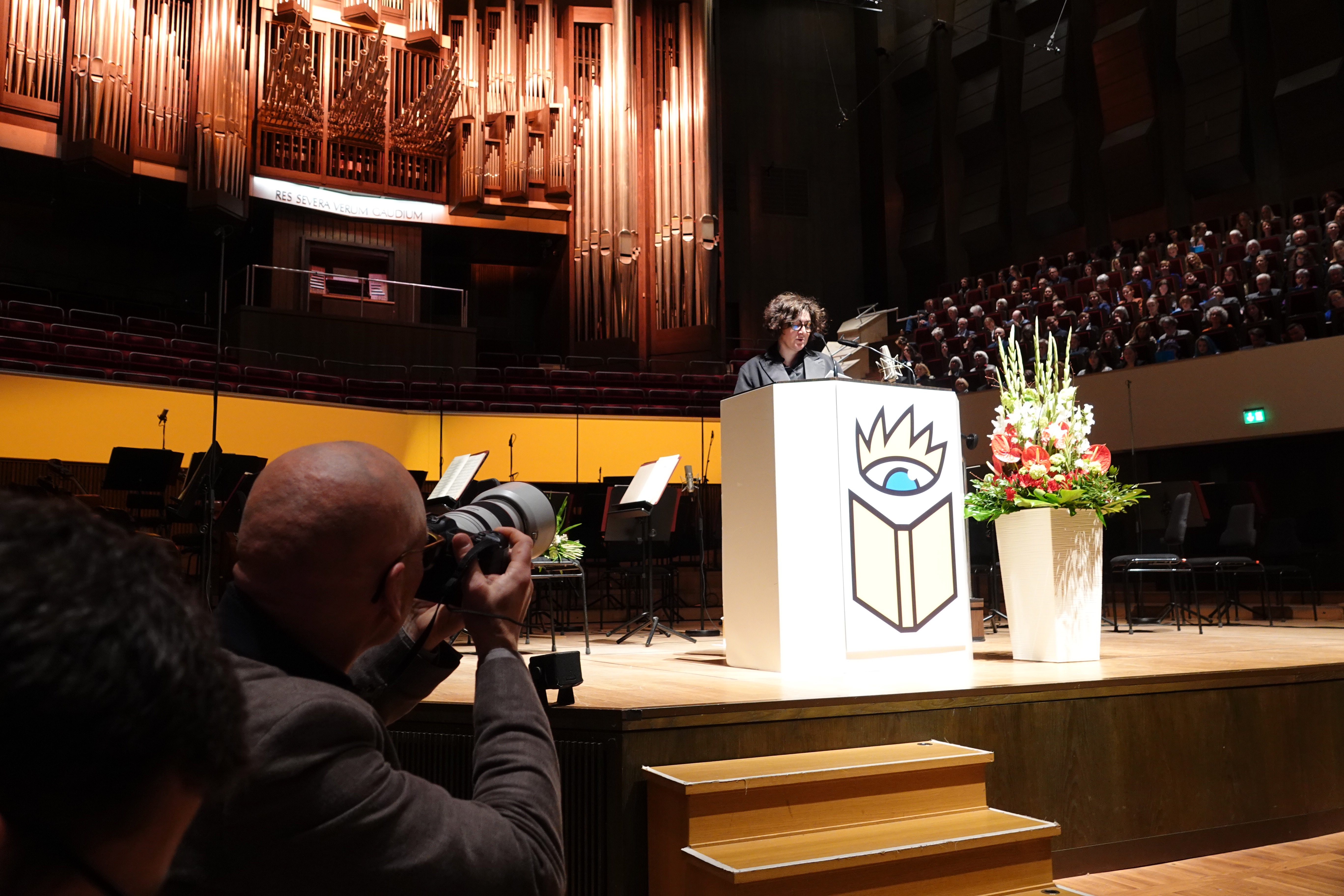
Marija Sztyepanova beszédet mond a lipcsei könyvdíj átvétele után

A könyv családja három nemzedékének részben dokumentált, részben „fikciós” 20. századi történetét beszéli el, az emlékezéshez megőrzött vagy felidézett tárgyi világukat híva segítségül. A kevert műfajú prózakötet egyszersmind a rokonokra vonatkozó adatok felkutatásának története és az emlékezéssel foglalkozó esszé is. „A könyv, melyet [eredetileg] a rokonaimnak állított emlékként gondoltam el, bizonyos értelemben az emlékezetnélküliségről (о беспамятстве) szóló szövegnek bizonyult. Útközben a könyv felemésztett (vagy inkább feldolgoztatott) néhány más témát is, amelyek önmagukban is érdekelni kezdtek” – mondta az író egy interjúban.
2018–2019-ben Marija Sztyepanova a berlini Humboldt Egyetem vendégoktatója volt. 2022-ben megjelent német nyelvre lefordított verseinek kötete "(Mädchen ohne Kleider)," mellyel elnyerte a Lipcsei Könyvdíj az Európai Megértésért irodalmi díjat.

## Magyarul megjelent művei
- Emlékeim emlékére; ford. Gábor Sámuel; Park, Budapest, 2024